# Grammia liturata
Grammia liturata är en fjärilsart som beskrevs av Ménétriés 1859. Grammia liturata ingår i släktet Grammia och familjen björnspinnare. Inga underarter finns listade i Catalogue of Life.